# Wusmuž
Wusmuž – serbołużycki zespół muzyczny, który gra różne style, przede wszystkim rock, pop, ska i reggae. W jej skład wchodzą Marko Njek, Marek Rjelka, Florian Jurenc, Beno Šołta i Jan Čórlich, został zaś założony w 2004 roku w ówczesnej „Bjesadźe″ w budziszyńskim Domu Serbskim.
Przez dziesięć lat spisali wiele własnych serbołużyckich piosenek, z których „Z tobu″ jest najpopularniejsza na festiwalach. W 2013 ze wsparciem fundacji Załožba za serbski lud wyprodukowali i wydali pierwszą płytę.

## Dyskografia
- 2013: Naš (Załožba za serbski lud)